# Villa Rosa (Manfredonia)
Die Villa Rosa ist ein Landsitz in der Nähe von Manfredonia in der italienischen Region Apulien. Die im frühen 20. Jahrhundert errichtete Villa ist für ihre Lage und Architektur bekannt. Sie gilt in der Region als symbolisches Monument der Liebe und Erinnerung und steht seit 2023 unter Denkmalschutz.

## Lage
Die Villa befindet sich in der Contrada Villa Rosa, nahe der Strada Provinciale 57 und der Via Scaloria, wenige Kilometer vom Stadtzentrum Manfredonias entfernt. Sie liegt auf einem Hügel mit Blick auf den Golf von Manfredonia und ist von Olivenhainen umgeben.

## Geschichte

### Entstehung
Der Bau wurde 1928 vom Cavaliere Vincenzo d’Onofrio begonnen, der dafür ein bis dahin ungenutztes Grundstück erwarb, um seiner Ehefrau Rosina Longo ein Landhaus zu widmen. Der Entwurf der Villa stammte von d'Onofrio selbst. Der linke Gebäudeteil wurde im Februar 1929, der rechte im Dezember 1929 fertiggestellt. Um das Anwesen ließ er einen großen artesischen Brunnen und einen ausgedehnten Weinberg anlegen, der ab 1932 hochwertige Weiß-, Rot- und Muskatweine mit hohem Alkoholgehalt lieferte. Neben Olivenhainen wurden Mandel- und Obstbäume gepflanzt, darunter die für ihre Qualität bekannten "Villa-Rosa-Pfirsiche". Der Bau wurde 1940 abgeschlossen, fünf Jahre nach Rosinas Tod im Jahr 1935.

### Widmung

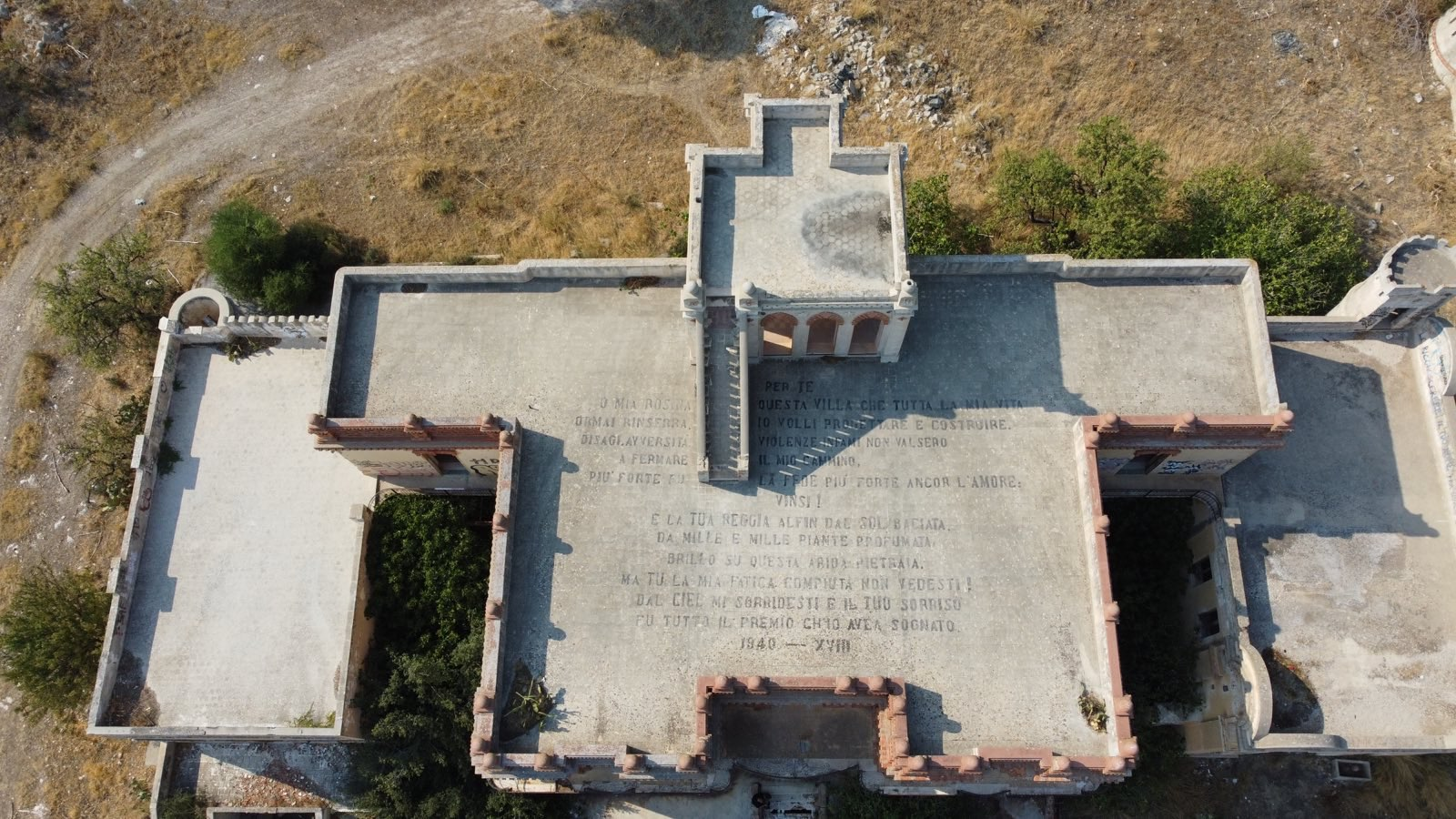
Die Inschrift der Villa Rosa auf dem Dach

Das Gebäude trägt den Namen Rosa zu Ehren von Rosina Longo. Der Name "Villa Rosa" ist im Tor zum Landgut verewigt. Im Eingangsbereich befand sich eine ovale Marmortafel mit einer poetischen Inschrift, die ihre Widmung ausdrückte. Die Jahreszahlen "1940 - XVIII" verweisen auf das Baujahr, wobei die römische 18 auf das 18. Jahr der faschistischen Zeitrechnung Italiens verweist. Diese Widmung ist ebenfalls auf das Dach geschrieben, damit Rosina die Liebe Vincenzos selbst im Himmel sehen könne.

„PER TE
O MIA ROSINA QUESTA VILLA CHE TUTTA LA MIA VITA
ORMAI RINSERRA, IO VOLLI PROGETTARE E COSTRUIRE.
DISAGI, AVVERSITÀ, VIOLENZE INFAMI NON VALSERO A FERMARE IL MIO CAMMINO
PIÙ FORTE FU LA FEDE PIÙ FORTE ANCOR L’AMORE:
VINSI!
E LA TUA REGGIA ALFIN DAL SOL BACIATA,
DA MILLE E MILLE PIANTE PROFUMATA,
BRILLO’ SU QUESTA ARIDA PIETRAIA.
MA TU LA MIA FATICA COMPIUTA NON VEDESTI!
DAL CIEL MI SORRIDESTI E IL TUO SORRISO
FU TUTTO IL PREMIO CH’IO AVEA SOGNATO
1940 – XVIII“

„Für dich, o meine Rosina,
diese Villa, die nun mein ganzes Leben einschließt,
wollte ich entwerfen und errichten.
Entbehrungen, Widrigkeiten, schändliche Gewalttaten
vermochten meinen Weg nicht aufzuhalten:
stärker war der Glaube, stärker noch die Liebe - ich siegte!
Und deine Residenz, endlich von der Sonne geküsst,
von tausend und abertausend Pflanzen beduftet,
erstrahlte auf dieser kargen Steinwüste.
Aber du hast meine vollendete Mühe nicht gesehen!
Vom Himmel hast du mir zugelächelt,
und dein Lächeln war der ganze Lohn, den ich erträumt hatte.
1940 – XVIII“

### Nutzung im Zweiten Weltkrieg
Bereits vor der Beschlagnahmung durch die Alliierten im Jahr 1943 wurde die Villa von fünf Familien aus dem Verwandtenkreis d’Onofrios bewohnt. Jährlich am 29. September, dem Fest des Erzengels Michael, veranstaltete d'Onofrio hier ein Fest für die Angestellten seiner Nudelfabrik. Am Eingang befand sich zudem eine Votivstatue zu Ehren des Erzengels. Während des Krieges diente die Villa den Alliierten als Kommandozentrale.

### Niedergang

#### Zeit der Erben, Schenkung und Übergang an SMAR (1964–1974)
Nach dem Tod Vincenzo d’Onofrios im Jahr 1964 und der Schließung des familiengeführten Pastafabrikbetriebs Molino e Pastificio D’Onofrio & Longo im Jahr 1966 begann ein allmählicher Verfall des Anwesens. Fehlende Nutzung und Instandhaltung führten zu ersten Schäden am Gebäude.
Nach den finanziellen Problemen 1966 von Molino e Pastificio D’Onofrio & Longo wurde die Villa 1967 von den Erben Vincenzos an den Erzbischof von Manfredonia, Andrea Cesarano, und seine Schwester verkauft.
1974 wurde die Villa der Gemeinde Manfredonia geschenkt, um sie als Altersheim für Geistliche von Siponto zu nutzen. Nach lokalen Chroniken stammte die Schenkung von Anna Rizzi, während andere Quellen Maria Assunta Cesarano als Spenderin nennen. Es liegt nahe, dass Anna Rizzi und Maria Assunta Cesarano beide dieselbe Person waren. Die Verwaltung übernahm anschließend die öffentliche Sozialdienstinstitution SMAR (Servizi Sociali). Das Vorhaben wurde jedoch nie umgesetzt. Trotz der Zweckbindung erfolgten keine umfassenden Erhaltungsmaßnahmen, sodass der bauliche Verfall fortschritt.

#### Substanzverlust (1980er- und 1990er-Jahre)
In den 1980er- und 1990er-Jahren kam es wiederholt zu Plünderungen: Ein Großteil der ursprünglichen Einrichtung, darunter Möbel, Leuchten, Türen und Dekorelemente, wurde entwendet. Auch kunsthandwerkliche Details aus Marmor und Holz verschwanden. Mehrere Nebengebäude, darunter Stallungen und Lager, wurden teilweise abgerissen oder zweckentfremdet.

#### Vandalismus (ab 2000)
Ab den 2000er-Jahren nahm der Vandalismus deutlich zu. Fensterscheiben und Dachflächen wurden zerstört, und Wände im Innen- wie Außenbereich mit Graffiti überzogen. Immer wieder drangen Urban Explorer und Fotografen in das verlassene Anwesen ein und dokumentierten den fortschreitenden Verfall.

#### Erhaltungsinitiativen (2010–heute)
Zwischen 2010 und 2020 wurden mehrfach Initiativen lokaler Vereine und Privatpersonen gestartet, um die Villa zu retten. Vorschläge reichten von einer Umnutzung als Museum oder Kulturzentrum bis hin zu einer hochwertigen Hotelanlage. Keines dieser Projekte wurde umgesetzt, unter anderem wegen Eigentumsfragen, fehlender Finanzierung und des sich verschlechternden baulichen Zustands.
2021 nahm der Fondo Ambiente Italiano (FAI) die Villa in seine Liste schützenswerter, gefährdeter Orte auf und startete eine Online-Kampagne zur Sensibilisierung der Öffentlichkeit. Diese Aktion trug dazu bei, dass das italienische Kulturministerium 2023 per Dekret den offiziellen Denkmalschutz aussprach.
Seit der Unterschutzstellung 2023 wird über die Wiederherstellung diskutiert. Favorisiert wird ein Konzept, die Villa als Alten- und Pflegeheim zu nutzen, kombiniert mit öffentlich zugänglichen Parkanlagen.

## Architektur

### Baustil
Die Villa ist ein Beispiel für eklektische Architektur, die orientalische Bögen, neogotische Fensterformen, Türmchen, Zinnen und etliche dekorative Fassadenelemente miteinander verbindet. Die Front besteht aus roten Sichtziegeln mit ornamentalem Schmuck, die Rückseite hingegen weist neogotische Elemente auf.

### Innenräume
Ein Treppenaufgang führt zum Haupteingang. Im Inneren finden sich Stuckdecken, Holztüren und dekorative Zementfliesen; zwei Treppenhäuser verbinden das Erdgeschoss mit dem Obergeschoss.

### Nebengebäude und Gelände
Das Anwesen umfasste ursprünglich rund 30 Hektar Grundfläche mit Olivenhainen, Weinbergen und Obstgärten. Es gab Ställe, ein Hüterhaus, Lagergebäude, Werkstätten und einen Taubenschlag.

## Kulturelle Bedeutung
Das Anwesen gilt als architektonisches und kulturelles Symbol von Manfredonia und ist zugleich Ausdruck einer persönlichen Liebesgeschichte und Leidenswegs.

## Heutiger Zustand
Heute befindet sich die Villa in einem ruinenartigen Zustand: Teile des Gebäudes sind eingestürzt, der Zugang ist eingeschränkt, Witterung sowie Vandalismus haben den Verfall beschleunigt.